# Zakrzew (gmina, Lublin)
Pour les articles homonymes, voir Zakrzew.
Zakrzew est une gmina rurale (gmina wiejska) du powiat de Lublin, dans la Voïvodie de Lublin, dans l'est de la Pologne.
Son siège administratif (chef-lieu) est le village de Zakrzew, qui se situe environ 40 kilomètres au sud de la capitale régionale Lublin (siège du powiat et capitale de la voïvodie).
La gmina couvre une superficie de 75,38 km2 pour une population de 3 245 habitants en 2006.

## Histoire
À la fin de 1972, la gmina appartenait au powiat de Krasnystaw.

De 1975 à 1998, la gmina est attachée administrativement à l'ancienne Voïvodie de Zamość.

Depuis 1999, elle fait partie de la nouvelle voïvodie de Lublin.

## Géographie
La gmina inclut les villages (sołectwa) de :

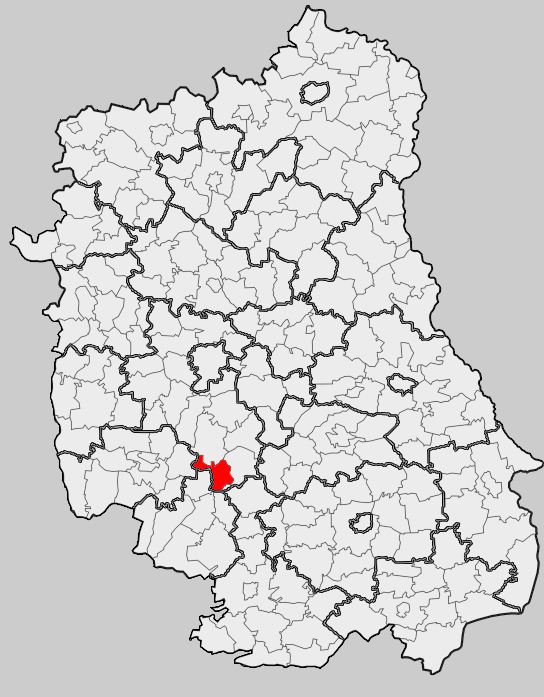
Position de la gmina dans la voïvodie

- Annów
- Baraki
- Boża Wola
- Dębina
- Karolin
- Majdan Starowiejski
- Nikodemów
- Ponikwy
- Szklarnia
- Targowisko
- Targowisko-Kolonia
- Tarnawka Druga
- Tarnawka Pierwsza
- Wólka Ponikiewska
- Zakrzew
- Zakrzew-Kolonia

### Gminy voisines
La gmina de Zakrzew est voisine des gminy de :
- Batorz
- Bychawa
- Chrzanów
- Godziszów
- Turobin
- Wysokie
- Zakrzówek

## Structure du terrain
D'après les données de 2002, la superficie de la commune de Zakrzew est de 75,38 kilomètres carrés, répartis comme telle :
- terres agricoles : 81 %
- forêts : 13 %

La commune représente 4,49 % de la superficie du powiat.

## Démographie
Données du 30 juin 2004 :
| Description        | Total  | Total | Femmes | Femmes | Hommes | Hommes |
| ------------------ | ------ | ----- | ------ | ------ | ------ | ------ |
| Unité              | Nombre | %     | Nombre | %      | Nombre | %      |
| Population         | 3 297  | 100   | 1 690  | 51,3   | 1 607  | 48,7   |
| Densité (hab./km²) | 43,7   | 43,7  | 22,4   | 22,4   | 21,3   | 21,3   |